# Саэнс, Мануэль
Мануэль Саэнс Родригес (исп. Manuel Sáenz Rodríguez; род. 21 января 1948, Монтеррей) — мексиканский баскетболист, разыгрывающий защитник. Участник летних Олимпийских игр 1976 года, бронзовый призёр Игр Центральной Америки и Карибского бассейна 1974 года.

## Биография
Мануэль Саэнс родился 21 января 1948 года в мексиканском городе Монтеррей.
В 1972 году участвовал в квалификационном турнире летних Олимпийских игр в Мюнхене, где сборная Мексики по баскетболу заняла 4-е место и не попала в число участников. Саенс провёл 6 матчей, в которых набрал 20 очков.
В 1974 году участвовал в чемпионате мира в Пуэрто-Рико, где мексиканцы заняли 9-е место. Саенс провёл 7 матчей, набрал 49 очков (28 в матче с Австралией, 6 — с Бразилией, 5 — с СССР, 4 — с Аргентиной, по 2 — с ЦАР, Чехословакией и Филиппинами).
В том же году завоевал бронзовую медаль баскетбольного турнира Игр Центральной Америки и Карибского бассейна в Санто-Доминго.
В 1976 году участвовал в квалификационном турнире летних Олимпийских игр в Монреале, где мексиканцы заняли 3-е место. Саенс провёл 9 матчей, в которых набрал 45 очков.
В том же году вошёл в состав сборной Мексики по баскетболу на летних Олимпийских играх в Монреале, занявшей 10-е место. Играл на позиции разыгрывающего защитника, провёл 6 матчей, набрал 35 очков (9 в матче со сборной Японии, 8 — с Кубой, 7 — с Пуэрто-Рико, 6 — с Канадой, 3 — с СССР, 2 — с Австралией).